# Alberto Mariscal
Alberto Mariscal, né le 10 mars 1926 à Chicago (États-Unis), mort le 24 avril 2010 à Los Angeles, est un acteur, réalisateur, scénariste et producteur mexicain pour le cinéma.

## Filmographie

### Réalisateur
- 1967 : Bromas, S.A. (es)
- 1968 : Tout pour rien (Todo por nada)
- 1969 : Primera comunión
- 1970 : Pas de grâce pour le Manchot (El tunco Maclovio)
- 1971 : Technique pour une vengeance ou Vengeance (El sabor de la venganza)
- 1971 : Los marcados (es)
- 1972 : Chasseurs de primes (Los dos indomables)
- 1972 : Kaliman, El hombre increíble
- 1973 : El juez de la soga (es)
- 1974 : La bestia acorralada (es)
- 1976 : La ley del monte (es)
- 1978 : El arracadas (es)
- 1982 : La combi asesina
- 1986 : Mauro el mojado (es)

### Acteur
- 1946 : Su última aventura de Gilberto Martínez Solares
- 1948 : Barrio de pasiones d'Adolfo Fernández Bustamante
- 1948 : Esquina, Bajan...! d'Alejandro Galindo
- 1949 : Mancornadora d'Ernesto Cortázar
- 1949 : Carta Brava d'Agustín P. Delgado
- 1949 : Hay lugar para... dos d'Alejandro Galindo
- 1949 : Confidencias de un ruletero d'Alejandro Galindo
- 1949 : Ventarrón de Chano Urueta
- 1950 : Amor de la calle d'Ernesto Cortázar
- 1950 : Vagabunda de Miguel Morayta
- 1950 : El amor no es ciego d'Alfonso Patiño Gómez
- 1950 : El sol sale para todos de Víctor Urruchúa
- 1951 : Torerillos de Luis Spota
- 1951 : Flor de sangre de Zacarías Gómez Urquiza
- 1951 : Los hijos de la calle de Roberto Rodríguez
- 1951 : Nosotras las sirvientas de Zacarías Gómez Urquiza
- 1952 : Le Martyr du calvaire (El Mártir del Calvario) de Miguel Morayta : Anne le jeune
- 1952 : Angélica d'Alfredo B. Crevenna
- 1952 : La Mentira de Juan José Ortega
- 1952 : María del Mar de Fernando Soler
- 1953 : El monstruo resucitado de Chano Urueta
- 1953 : Quiero vivir d'Alberto Gout
- 1953 : Misericordia (es) de Zacarías Gómez Urquiza
- 1953 : Padre nuestro d'Emilio Gómez Muriel
- 1953 : Sueños de gloria de Zacarías Gómez Urquiza
- 1954 : El Aguila negra en 'El vengador solitario' de Ramón Peón
- 1954 : Me perderé contigo de Zacarías Gómez Urquiza
- 1955 : La Venganza del Diablo de Rolando Aguilar
- 1958 : Sierra Baron de James B. Clark
- 1959 : La pandilla en acción de Julio Porter
- 1959 : Pistolas de oro de Miguel M. Delgado
- 1959 : The Wonderful Country de Robert Parrish
- 1961 : Que me maten en tus brazos de Rafael Baledón
- 1962 : Cazadores de cabezas de Federico Curiel
- 1962 : Sangre sobre el ring de Federico Curiel
- 1962 : La barranca sangrienta de Federico Curiel
- 1962 : Santo contra el Rey del Crimen de Federico Curiel
- 1963 : El tesoro del rey Salomón de Federico Curiel
- 1963 : Aventuras de las hermanas X de Federico Curiel
- 1964 : Neutrón contra el criminal sádico de Alfredo B. Crevenna
- 1965 : El hijo de Gabino Barrera de René Cardona
- 1967 : Bromas, S.A. de lui-même
- 1969 : Aventuras de Juliancito de lui-même
- 1969 : Primera comunión de lui-même
- 1970 : Los problemas de mamá d'Alfredo B. Crevenna
- 1975 : Tívoli d'Alberto Isaac
- 1976 : The Return of a Man Called Horse d'Irvin Kershner
- 1976 : Chicano de Jaime Casillas
- 1985 : El Último disparo de Tito Novaro
- 1993 : El gorra prieta de lui-même

### Scénariste
- 1967 : Cruces sobre el yermo de lui-même
- 1967 : Bromas, S.A. de lui-même
- 1968 : El Caudillo de lui-même
- 1969 : Tout pour rien (Todo por nada) de lui-même
- 1969 : Primera comunión de lui-même
- 1970 : Sexo y crimen de lui-même
- 1971 : Technique pour une vengeance (El sabor de la venganza) de lui-même
- 1976 : La muerte va con las mariposas de lui-même
- 1978 : Xoxontla de lui-même
- 1982 : Fieras contra fieras de Sergio Véjar
- 1985 : Forajidos en la mira de lui-même
- 1989 : El Loco Bronco de lui-même

### Producteur
- 1980 : Las tres tumbas de lui-même
- 2001 : Sangre española d'Alexis Morante Portillo